# Cory Gibbs
Cory Gibbs (Fort Lauderdale, 14 de janeiro de 1980) é um ex-futebolista profissional estadunidense, defensor, seu último clube foi Chicago Fire.